# Az török áfium ellen való orvosság
Az török áfium ellen való orvosság Zrínyi Miklós 1661-ben keletkezett műve, mely nyomtatásban először csak 1705-ben látott napvilágot. Forgách Simon, II. Rákóczi Ferenc tábornoka Kolozsvárott jelentette meg. 1790-ben Marosvásárhelyen Ne bántsd a magyart címmel adták ki. Zrínyi politikai röpiratára is jellemző a kor stílusirányzatának fő ismérve, a barokk próza grammatikailag bonyolult körmondatos szerkesztése.

## Tartalma
A mű szerkezetileg két részre tagolódik. Az első vitatkozó jellegű, a második az író javaslatát fejti ki.
Zrínyi utolsó nagy művében azt taglalja, hogy miért nem segít senki a magyaroknak a török kiűzésében. Egy ország sem fog csupán jóindulatból segédkezet nyújtani. Felsorolja azokat az országokat, akiktől esetleg segítséget lehetne várni, de helyzetüket bemutatva bebizonyítja, hogy nem képesek komoly támogatást nyújtani. Ha mégis kapnánk idegen segítséget, akkor az azzal járna, hogy az irányítás már nem a magyarok kezében lenne. A belföldi viszonyokat rossznak találja a költő, ezért tettekre akarja késztetni a magyarságot a hódítók elleni harcra. A belviszályok helyetti összefogást nevezi elsődleges célnak.
Zrínyi Miklós Krőzus fiához hasonlítja magát, aki néma volt, de Szardeisz ostromakor, amikor egy ellenséges katona meg akarta ölni a királyt, felkiáltott: „Ne bántsd a királyt!” A politikus hadvezértől ugyanúgy nem várta senki, hogy megszólaljon a haza ügyében, mint egykor a néma királyfitól.

„De mi dolog ez, magyarok, hogy nem csak az őrállótok jelenségét hallván, hanem magatok szemével a veszedelmet látjátok, s mégis fel nem serkentek mély álmotokbul? Úgy hallom, a tengeri medve oly bátorságos és gond nélkül való a menykő félelmétől, hogy mikor legjobban dörög is az ég, az mentül magasabb kősziklára felhág és ott édesden aluszik. Avagy talám ilyen securitással vattok ti is?”

– Részlet Zrínyi Miklós: Az török áfium ellen való orvosság című művéből. (Magvető Könyvkiadó, Budapest, 1981.)

A szerző a magyarok tétlenségét nagy hibának nevezi: példákkal szemlélteti a következményeket: a török bevette Váradot, Jenőt, felprédálta Erdélyt. Történelmi eseményekkel támasztja alá, hogy az engedelmességnek és a türelemnek semmi értelme a török fenevaddal szemben, a hősiességnek viszont annál inkább: ilyen volt egykor – Zrínyi szerint – a görögök küzdelme Xerxész ellen. Jelszava: Jobb meghalni oroszlánként, mint élni szamárként.
A helyzetkép felvázolása után az ajánlott teendők részletezése következik: Zrínyi szerint az elsődleges és legfontosabb teendő az önálló nemzeti hadsereg létrehozása. Ennek tervét fejti ki a mű második részében. Az ország fegyveres erőinek gyökeresen új rendszerét tartja szükségesnek. A hadsereg állandó, békeidőben való létszámát tizenkétezer főben állapítja meg (8000 lovassal és 4000 gyalogossal). De a végvári katonaság fenntartását is szükségesnek ítéli, így a fegyverben álló haderőt lényegesen nagyobbra tervezi. Kiemeli a rendszeres zsoldfizetés és a természetbeni ellátás fontosságát, azért, hogy a vitézek ne kényszerüljenek kóborlásra, fosztogatásra. Fontos kérdésnek tartja, hogy kikből álljon az állandó hadsereg, és hogy kik képezzék ki a katonákat. Zrínyi azt javasolja, hogy kezdetben külföldi – hozzáértő – tisztek vezessék, tanítsák a csapatokat. De azt is hangsúlyozza, hogy ezt csak átmeneti – időleges – megoldásnak tartja. Szerinte a közkatonákat és a tiszteket is az önkéntesen jelentkező parasztokból kell kiválasztani, vagyis a röpiratában egy népi hadsereg tervét vázolta fel. Pénzügyekben nem a jobbágy fokozott terhelését, hanem az uralkodó osztály áldozatvállalását kívánja. Az egyháznak és a főuraknak kell a hadsereg anyagi terheit vállalniuk, az uralkodótól a végvárak költségeinek finanszírozását várja.
Indulatoktól sem mentes művének végét az Istenbe és a cselekvő hazaszeretetbe vetett hittel zárja. Az utolsó gondolatok egyikében még egy keserű példázattal fakad ki:

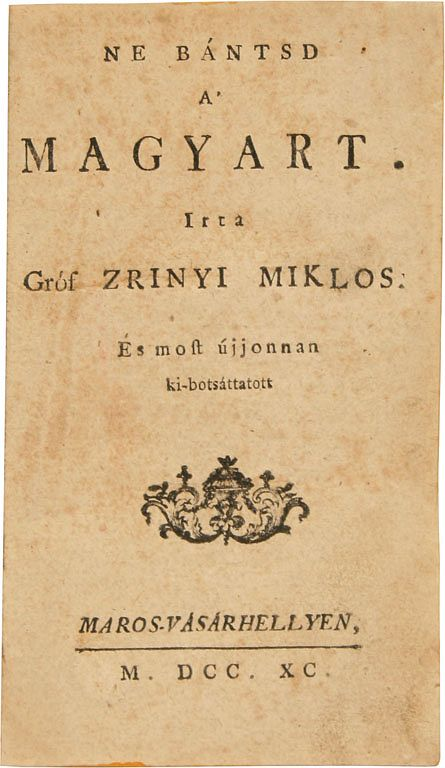
Zrínyi Miklós: Ne bántsd a magyart (1790-es kiadás)

„Boldog Isten, hiszen nagy vilitas ez; s mi vagyunk a magyarok? mi magyarok? De bár azoknak ne mondjuk magunkat. Ha Váradot vissza nem vesszük, ha Erdélyt elvesztjük, ne is hadakozzunk bár azután, hanem avagy most avagy sohasem; fussunk ki az országbul, ha eztet resteljük. Ugy hallom Braziliában elég puszta ország vagyon; kérjünk spanyor királytul egy tartományt, csináljunk egy coloniát, legyünk polgárrá. ”

## Stílusa
Az Áfium stílusának legszebb ékessége drámai fordulatossága. Ezt a szerző költői eszköztárának gazdagságával éri el, elsősorban az alakzatok használatánál: a felkiáltások, a kérdések, a személyes megszólítások állandó mozgásban tartják az olvasó érzelmeit. A következetes tömörség, a szemléletes képszerűség, a találó és bátor szókimondás, a szurkáló szellemesség Zrínyinek ezt a művét minden eddigi írásánál jobban jellemzik. Vág minden szava, mert gyógyítani akar.
A barokk világi líra és a barokk eposz megteremtése után hadtudományi és politikai munkássága a világi teoretikus próza remekművét eredményezte. Prózastílusa eléri Pázmány Péter prózájának művészi magaslatait, mondanivalója, nemzeti jelentősége révén pedig messze fölébe emelkedik. Pedig Zrínyi olyan kérdésekről, témákról értekezett, amelyeknek magyar irodalmi szókincse még nem alakult ki. Nyelvi újítások helyett latin szavak és kifejezések alkalmazásával segített. Ezeknek a fordulatoknak gyakori használata a mai kor olvasója számára jelenthet bizonyos nehézségeket, Zrínyi azonban nem tudta magát kivonni kora nyelvhasználata alól. A magyar nemességhez beszélt, az megértette a latin szót is.
Osztán szegény az magyar nyelv, az ki históriát ír, elhiszi szómat
Zrínyi a latin fordulatokat a kortársaihoz viszonyítva kisebb mértékben alkalmazta. A latin szót akár erőszakkal is beszerkesztette a mondataiba, mégis komoly művészi hatást ért el férfias erejű latinizmusaival. Különösen mestere a tanulságos mondások, szállóigék idézésének. Prózájából ugyanaz az erős, nem hétköznapi egyéniség bontakozik ki, mint ragyogó katonai, politikusi tetteiből.

## A röpirat forrásai
- Az Áfium közvetlen forrása Busbequius 16. századi flamand I. Ferdinánd király humanista diplomatájának és török ügyekben szakértőjének egyik röpirata volt. Ebből való az Áfium gondolatmenetének a váza, a kérdező, vitatkozó stílusa.
- Horatius: Énekek harmadik könyve[6]
- Ezékiel könyve 33 : 6
- Démoszthenész: Filippikái
- Seneca: Troades
- Aesopus: A nyulak és a békák meséje
- Sallustius: Catilina összeesküvése
- Mózes I. könyve 27 : 22
- Renatus Flavius Vegetius: Epitome rei militaris (Kivonat katonai művekből)[7]
- Arrianus: Anabaszisz
- Xenophón: Anabaszisz
- A magyar történelmi példák többnyire Istvánffy Miklós Magyarország történetét 1490-től 1606-ig tárgyaló – latin nyelvű – művéből származnak.

## Hatása
Zrínyi Miklós utolsó nagyobb művének, Az török áfium ellen való orvosságnak már a saját korában is nagy hatása volt, pedig keletkezésekor csak kéziratban terjedt. Vitnyédy István, Megyeri Zsigmond, Zrínyi kortársai is lelkesen magasztalták. A kuruc publicisztika egyik fontos forrása volt ez az alkotás. Igazán a felvilágosodás idején vált ismert, kedvelt olvasmánnyá. A szerző további írásai, a Tábori kis tracta, a Vitéz hadnagy, a Mátyás király életéről való elmélkedések is mind ugyanazt a célt szolgálták: felrázni, talpra állítani a magyar nemzetet, újra kivívni Magyarország elvesztett önállóságát. Az Áfiumban összefoglalta mindazokat a gondolatokat, melyeket a hadtudományban, a politikai gondolkodásban élete során vallott. Érveihez hatalmas morális erő, féltő hazaszeretet társult.
Melly szép nyelv azon durva századból! melly férfias lélek tündöklik elő Zrínyinek minden szavain! melly magyar szív!

## Idézetek

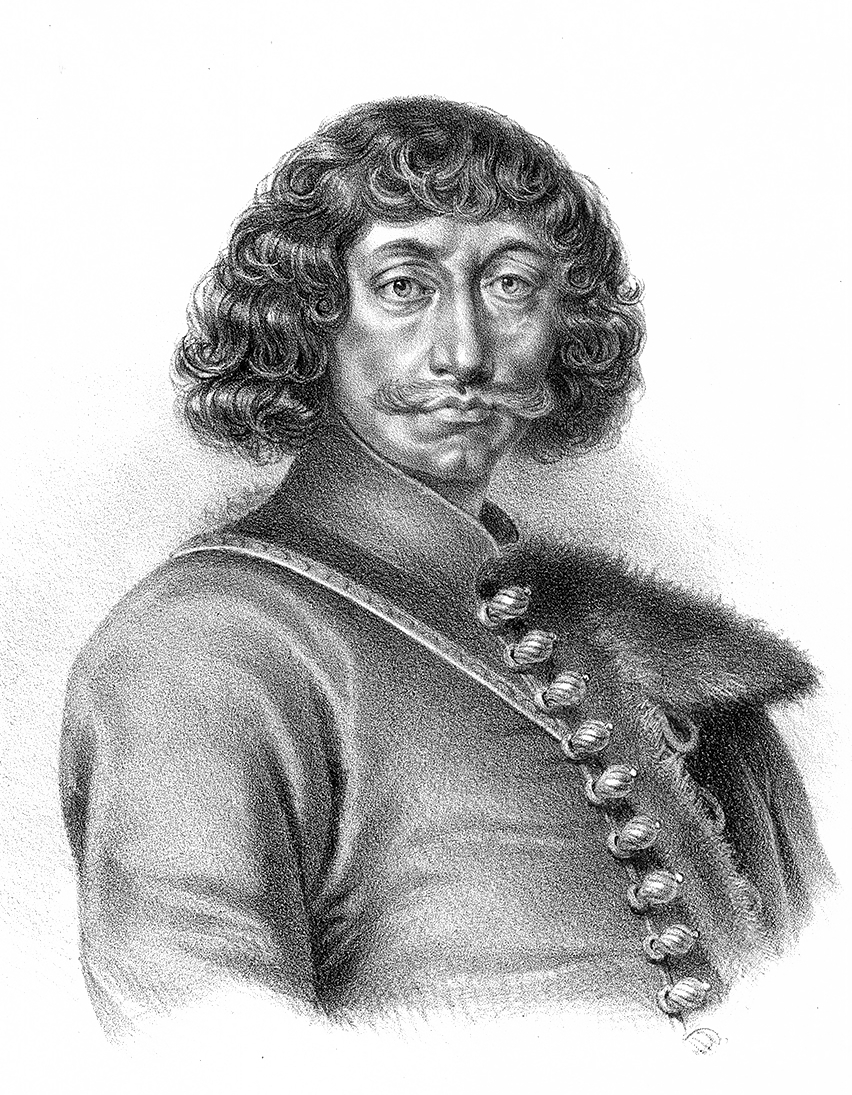
Zrínyi Miklós

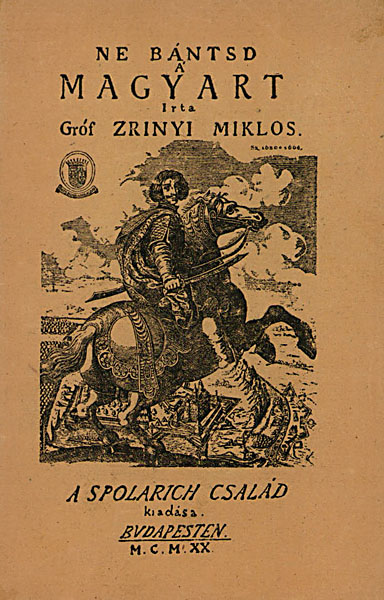
Zrínyi Miklós: Ne bántsd a magyart (1920-as kiadás)

| Latinul                                                   | Magyarul                                                   |
| --------------------------------------------------------- | ---------------------------------------------------------- |
| Praestat mori uti leonem, quam vivere sicut asinum.       | Jobb meghalni oroszlánként, mint élni szamárként.          |
| Hic vobis vel vincendum vel moriendum est.                | Itt győznötök, vagy halnotok kell.                         |
| Nam Dii laboribus omnia vendunt.                          | Mert az istenek mindent munkáért adnak.                    |
| Popule meus, qui te beatum praedicant, ipsi te decipiunt. | Én népem, akik boldognak hirdetnek, azok megcsalnak téged. |
| Volenti nihil difficile.                                  | Akiben megvan a jó szándék, annak semmi sem nehéz.         |

## Kantáta
Az „Áfium” első bekezdéseinek szövegén alapul Kodály Zoltán: Zrínyi szózata című nagy hatású kantátája, amely a magyar próza-megzenésítések egyik legnagyszerűbb darabja. Az oratorikus mű bemutatója 1955-ben volt.

## Modern kori kiadásai
- Gróf Zrínyi Miklós válogatott munkái : magyar művészek rajzaival c. kötetben, Budapest : Lampel, [1904] (344 oldal)[13]
- A Spolarich család, Budapest, 1920 (100 oldal)[14][15]
- Gróf Zrinyi Miklós prózai munkái c. kötetben, Budapest : A Magyar Szemle Társaság kiadása, 1939 (378 oldal)[13]
- Budapest: Franklin-Társulat Nyomdája, [1944][13]
- Szigeti veszedelem ; Az török áfium ellen való orvosság, Szépirodalmi Könyvkiadó, Budapest, 1962, 1963, 1964(215 oldal), 1966 (213 oldal), 1967 (183 oldal)[13]
- Szigeti veszedelem ; Az török áfium ellen való orvosság, [Budapest] : Móra Kiadó, [1972] (263 oldal), 1982 (rövidített kiadás, 183 oldal)[13]
- Budapest : Zrínyi Kiadó, 1976 (123 oldal) ISBN 9633260191[13]
- Magvető Könyvkiadó, Budapest, 1981 (66 oldal) ISBN 9632715713
- Tábori kis tracta. Mátyás király életéről való elmélkedések. Ne bántsd a magyart! (borítócím: Az török áfium ellen való orvosság) Magvető Könyvkiadó, 1983 (150 oldal) ISBN 9631523608[13]
- Szépirodalmi Könyvkiadó, Budapest, 1983 (150 oldal) ISBN 9631523608
- Európa Könyvkiadó, Budapest, 1994, 1995, 2001, 2003, 2005, 2007, 2009 és 2011 (372 oldal) ISBN 9630774100 (2005)[13][16][17]
- Ne bántsd a magyart címmel hasonmás kiadás az 1790-es alapján, M. Mercurius, Budapest (94 oldal) ISBN 9789639872073 (2009)[13]